# 銀色鯪脂鯉
銀色鯪脂鯉（学名：Prochilodus argenteus）為輻鰭魚綱脂鯉目脂鯉亞目鯪脂鯉科的其中一個種，分布於南美洲聖弗朗西斯科河流域，體長可達44公分，棲息在河川底中層水域，生活習性不明。